# Distretto di Lonya Grande
Il distretto di Lonya Grande è un distretto del Perù nella provincia di Utcubamba (regione di Amazonas) con 9.437 abitanti al censimento 2007 dei quali 3.101 urbani e 6.336 rurali.
È stato istituito il 5 febbraio 1861.